# FA Women's Super League 1 2012
La FA Women's Super League 1 2012 è stata la seconda edizione della massima divisione del campionato inglese femminile di calcio. Il campionato è iniziato l'8 aprile 2012 e si è concluso il 7 ottobre. L'Arsenal ha vinto il campionato per la seconda volta. Capocannoniere del torneo è stata Kim Little con 11 reti realizzate.

## Stagione

### Formula
Le 8 squadre si affrontano in un girone all'italiana con partite di andata e ritorno, per un totale di 14 giornate. La squadra prima classificata è campione d'Inghilterra e le prime due classificate sono ammesse alla UEFA Women's Champions League.

## Squadre partecipanti
| Club                    | Città               | Stadio                                  | Stagione 2011          |
| ----------------------- | ------------------- | --------------------------------------- | ---------------------- |
| Arsenal                 | Borehamwood         | Meadow Park                             | Campione d'Inghilterra |
| Birmingham City         | Stratford-upon-Avon | The DCS Stadium                         | 2º posto in FA WSL 1   |
| Bristol Academy         | Filton              | Stoke Gifford Stadium                   | 5º posto in FA WSL 1   |
| Chelsea                 | Staines-upon-Thames | Wheatsheaf Park                         | 6º posto in FA WSL 1   |
| Doncaster Rovers Belles | Doncaster           | Keepmoat Stadium                        | 7º posto in FA WSL 1   |
| Everton                 | Crosby              | The Arriva Park                         | 3º posto in FA WSL 1   |
| Lincoln City            | Lincoln             | Ashby Avenue                            | 4º posto in FA WSL 1   |
| Liverpool               | Skelmersdale        | Skelmersdale & Ormskirk College Stadium | 8º posto in FA WSL 1   |

## Classifica finale
Fonte: sito ufficiale
|  | Pos. | Squadra                 | Pt | G  | V  | N | P  | GF | GS | DR  |
|  | ---- | ----------------------- | -- | -- | -- | - | -- | -- | -- | --- |
|  | 1.   | Arsenal                 | 34 | 14 | 10 | 4 | 0  | 39 | 18 | +21 |
|  | 2.   | Birmingham City         | 26 | 14 | 7  | 5 | 2  | 31 | 18 | +13 |
|  | 3.   | Everton                 | 25 | 14 | 7  | 4 | 3  | 20 | 16 | +4  |
|  | 4.   | Bristol Academy         | 18 | 14 | 4  | 6 | 4  | 17 | 16 | +1  |
|  | 5.   | Lincoln City            | 18 | 14 | 5  | 3 | 6  | 24 | 26 | -2  |
|  | 6.   | Chelsea                 | 17 | 4  | 5  | 2 | 7  | 20 | 23 | -3  |
|  | 7.   | Doncaster Rovers Belles | 11 | 14 | 3  | 2 | 9  | 14 | 28 | -14 |
|  | 8.   | Liverpool               | 5  | 14 | 1  | 2 | 11 | 15 | 35 | -20 |

Legenda:
      Campione d'Inghilterra e ammessa alla UEFA Women's Champions League 2013-2014
      Ammessa alla UEFA Women's Champions League 2013-2014
Note:
Tre punti a vittoria, uno a pareggio, zero a sconfitta.

## Risultati
|                         | Ars  | Bir  | Bri  | Che  | Don  | Eve  | Lin  | Liv  |
| ----------------------- | ---- | ---- | ---- | ---- | ---- | ---- | ---- | ---- |
| Arsenal                 | –––– | 4-2  | 1-1  | 3-1  | 3-2  | 3-2  | 4-1  | 2-1  |
| Birmingham City         | 1-1  | –––– | 1-1  | 4-2  | 4-0  | 1-2  | 3-1  | 3-1  |
| Bristol Academy         | 0-3  | 2-2  | –––– | 0-1  | 3-2  | 1-1  | 1-0  | 0-1  |
| Chelsea                 | 2-4  | 0-1  | 0-0  | –––– | 3-1  | 3-1  | 2-2  | 2-3  |
| Doncaster Rovers Belles | 0-4  | 0-2  | 1-1  | 0-1  | –––– | 1-2  | 0-2  | 2-1  |
| Everton                 | 2-2  | 0-0  | 1-0  | 2-1  | 1-1  | –––– | 2-0  | 1-0  |
| Lincoln City            | 0-2  | 2-5  | 1-4  | 0-2  | 0-2  | 1-2  | –––– | 2-3  |
| Liverpool               | 3-3  | 2-2  | 1-3  | 2-0  | 1-2  | 2-1  | 3-3  | –––– |

## Statistiche

### Classifica marcatrici
Fonte: sito ufficiale
| Gol |  |  | Giocatore         | Squadra    |
| --- |  |  | ----------------- | ---------- |
| 11  |  |  | Kim Little        | Arsenal    |
| 8   |  |  | Jodie Taylor      | Birmingham |
| 7   |  |  | Precious Hamilton | Lincoln    |
| 7   |  |  | Helen Ward        | Chelsea    |
| 6   |  |  | Remi Allen        | Lincoln    |
| 6   |  |  | Rachel Williams   | Birmingham |
| 5   |  |  | Katie Chapman     | Arsenal    |
| 5   |  |  | Toni Duggan       | Everton    |
| 5   |  |  | Jordan Nobbs      | Arsenal    |
| 5   |  |  | Fara Williams     | Everton    |

## Coppa di Lega

### Gruppo A
| Pos. | Squadra                 | Pt | G | V | N | P | GF | GS | DR |
| ---- | ----------------------- | -- | - | - | - | - | -- | -- | -- |
| 1.   | Bristol Academy         | 7  | 3 | 2 | 1 | 0 | 6  | 1  | +5 |
| 2.   | Birmingham City         | 7  | 3 | 2 | 1 | 0 | 4  | 1  | +3 |
| 3.   | Everton                 | 3  | 3 | 1 | 0 | 2 | 1  | 5  | -4 |
| 4.   | Doncaster Rovers Belles | 0  | 3 | 0 | 0 | 3 | 0  | 4  | -4 |

### Gruppo B
| Pos. | Squadra      | Pt | G | V | N | P | GF | GS | DR |
| ---- | ------------ | -- | - | - | - | - | -- | -- | -- |
| 1.   | Lincoln City | 9  | 3 | 3 | 0 | 0 | 9  | 6  | +3 |
| 2.   | Arsenal      | 6  | 3 | 2 | 0 | 1 | 9  | 4  | +5 |
| 3.   | Chelsea      | 3  | 3 | 1 | 0 | 2 | 3  | 6  | -3 |
| 4.   | Liverpool    | 0  | 3 | 0 | 0 | 3 | 3  | 8  | -5 |

### Fase finale
|  | Semifinali      | Semifinali      | Semifinali      |                 |         | Finale  | Finale | Finale |  |
|  |                 |                 |                 |                 |         |         |        |        |  |
|  | Bristol Academy | Bristol Academy | 0               |                 |         |         |        |        |  |
|  | Bristol Academy | Bristol Academy | 0               |                 |         |         |        |        |  |
|  | Arsenal         | Arsenal         | 4               |                 |         |         |        |        |  |
|  | Arsenal         | Arsenal         | 4               |                 | Arsenal | Arsenal | 1      |        |  |
|  |                 |                 |                 |                 | Arsenal | Arsenal | 1      |        |  |
|  |                 |                 | Birmingham City | Birmingham City | 0       |         |        |        |  |
|  | Lincoln City    | Lincoln City    | Birmingham City | Birmingham City | 0       | 1       |        |        |  |
|  | Lincoln City    | Lincoln City    |                 |                 |         |         |        |        |  |
|  | Birmingham City | Birmingham City | 2               |                 |         |         |        |        |  |